# Flughafen Beira

i8
i11
i13
Der internationale Flughafen Beira (portugiesisch Aeroporto Internacional da Beira, IATA-Code: BEW, ICAO-Code: FQBR) ist ein internationaler Flughafen und der zweitgrößte in Mosambik. Er befindet sich nahe der Stadt Beira.